# Masayuki (regista)
Masayuki (摩砂雪) (prefettura di Ishikawa, 3 gennaio 1961) è un animatore e character designer giapponese.
Dopo essersi laureato presso il Dipartimento di animazione Gakuin di Tokyo (ora Tokyo Net Wave), è entrato a far parte dello Studio Giants, e, dopo aver acquisito esperienza nel disegno di numerose serie anime televisive, ha partecipato alla pellicola della Gainax Le ali di Honneamise, pubblicata nel 1987, ed è stato incaricato di dirigere e animare alcuni episodi di Nadia - Il mistero della pietra azzurra. In Neon Genesis Evangelion, che divenne un fenomeno sociale, fu nominato vicedirettore, assieme a Kazuya Tsurumaki, ricoprendo vari altri ruoli. Ha diretto, fra le altre cose, il segmento Death di Neon Genesis Evangelion: Death & Rebirth. Oltre alle opere di Gainax, è stato responsabile del character design e dell'animazione per Macross Plus.